# Bernard Benstock
Bernard Benstock (23 marzo 1930 – South Egremont, 14 luglio 1994) è stato un critico letterario statunitense.

## Biografia
Bernard Benstock è stato un critico letterario e un professore di inglese all'Università di Miami. È noto come uno dei maggiori studiosi di letteratura poliziesca inglese, di James Joyce e di Sean O’Casey. Ha fondato l’International James Joyce Foundation, di cui è stato anche presidente, ed ha diretto la rivista James Joyce Literary Supplement.
Ha scritto e pubblicato numerosi saggi di letteratura tra cui: Joyce-Again's Wake: an Analysis of Finnegans Wake (1965), Sean O'Casey (1970), Paycocks and Others: Sean O'Casey's World (1976), Approaches to Joyce's Portrait: Ten Essays (1976), James Joyce: the Undiscover'd Country (1977), Art in Crime Writing: Essays on Detective Fiction (1983), Narrative Con/Texts in Dubliners (1994).
Alla sua morte, la moglie Shari ha donato la sua vasta collezione di libri alla Biblioteca Centrale Roberto Ruffilli dell’Università di Bologna, Campus di Forlì.